# Мігель Естаніслао Солер
Міге́ль Естанісла́о Соле́р (ісп. Miguel Estanislao Soler; 7 травня 1783 — 23 вересня 1849) — аргентинський військовик і політик, губернатор Буенос-Айресу та Східної провінції (сучасний Уругвай).
Учасник війни за незалежність Аргентини. Був одним з трьох генералів (разом з Хосе де Сан-Мартіном і Бернардо О'Гіґґінсом), які командували переправою через Анди.
Від 1814 до 1815 року обіймав посаду губернатора Східної провінції у складі Об'єднаних провінцій Ріо-де-ла-Плати, а після того (впродовж короткого періоду 1820 року) — губернатором провінції Буенос-Айрес